# Yogi et l'Invasion des ours de l'espace
Pour plus de détails, voir Fiche technique et Distribution.
Yogi et l'Invasion des ours de l'espace est un téléfilm d'animation américain réalisé par Don Lusk et Ray Patterson et sorti en 1988.

## Fiche technique
- Titre original : Yogi and the Invasion of the Space Bears
- Réalisation : Don Lusk et Ray Patterson
- Scénario : Neal Barbera
- Photographie :
- Montage : Gil Iverson
- Musique : Sven Libaek
- Casting : Andrea Romano
- Animation : Glen Kennedy et Don Lusk
- Producteur : Bernard Wolf
  - Producteur délégué : Joseph Barbera et William Hanna
- Sociétés de production : Hanna-Barbera Productions
- Sociétés de distribution : Worldvision Enterprises
- Pays d'origine :  États-Unis
- Langue originale : anglais
- Format : couleur
- Genre : Animation
- Durée : 90 minutes
- Dates de sortie : 
  - États-Unis : 20 novembre 1988

## Distribution
- Daws Butler : Yogi l'ours
- Don Messick : Boo-Boo et Ranger Smith
- Julie Bennett : Cindy
- Linda Harmon : Cindy (chant)
- Susan Blu : Snulu
- Sorrell Booke : l'ours de la montagne
- Victoria Carroll : voix additionnelles
- Townsend Coleman : Zor 1
- Peter Cullen : Ranger Roubideux
- Rob Paulsen : Zor 2
- Maggie Roswell : la petite fille
- Michael Rye : Ranger Jones
- Frank Welker : DAX Nova
- Patric Zimmerman : Ranger Brown